# تپلک دم‌دراز
تپلک دم‌دراز (نام علمی: Scytalopus micropterus) گونه‌ای پرنده از تیرهٔ تپلکان (Rhinocryptidae) است. این گونه در شرق رشته کوه آند در کلمبیا، اکوادور و شمال پرو یافت می‌شود.